# BeIN Sports
beIN Sports (/ˈbiːɪn/ BEE-in) là một mạng lưới kênh thể thao toàn cầu được sở hữu và điều hành bởi beIN Media Group, một phần của Al Jazeera Media Network.
beIN hiện đang điều hành các kênh ở Trung Đông & Bắc Phi, Pháp, Tây Ban Nha, Hoa Kỳ, Canada, Úc, New Zealand, Thổ Nhĩ Kỳ, Hồng Kồng, Singapore, Malaysia, Indonesia, Philippines và Thái Lan.